# Novoklînți, Dolînska
Novoklînți (în ucraineană Новоклинці) este un sat în comuna Malovodeane din raionul Dolînska, regiunea Kirovohrad, Ucraina.